# دائرة عين صالح
دائرة عين صالح إحدى دوائر الجزائر التابعة لولاية عين صالح. كانت تتبع لولاية تمنراست. عاصمتها هي عين صالح و تضم بلديات عين صالح وفقارة الزوى.